# Metro v Rize

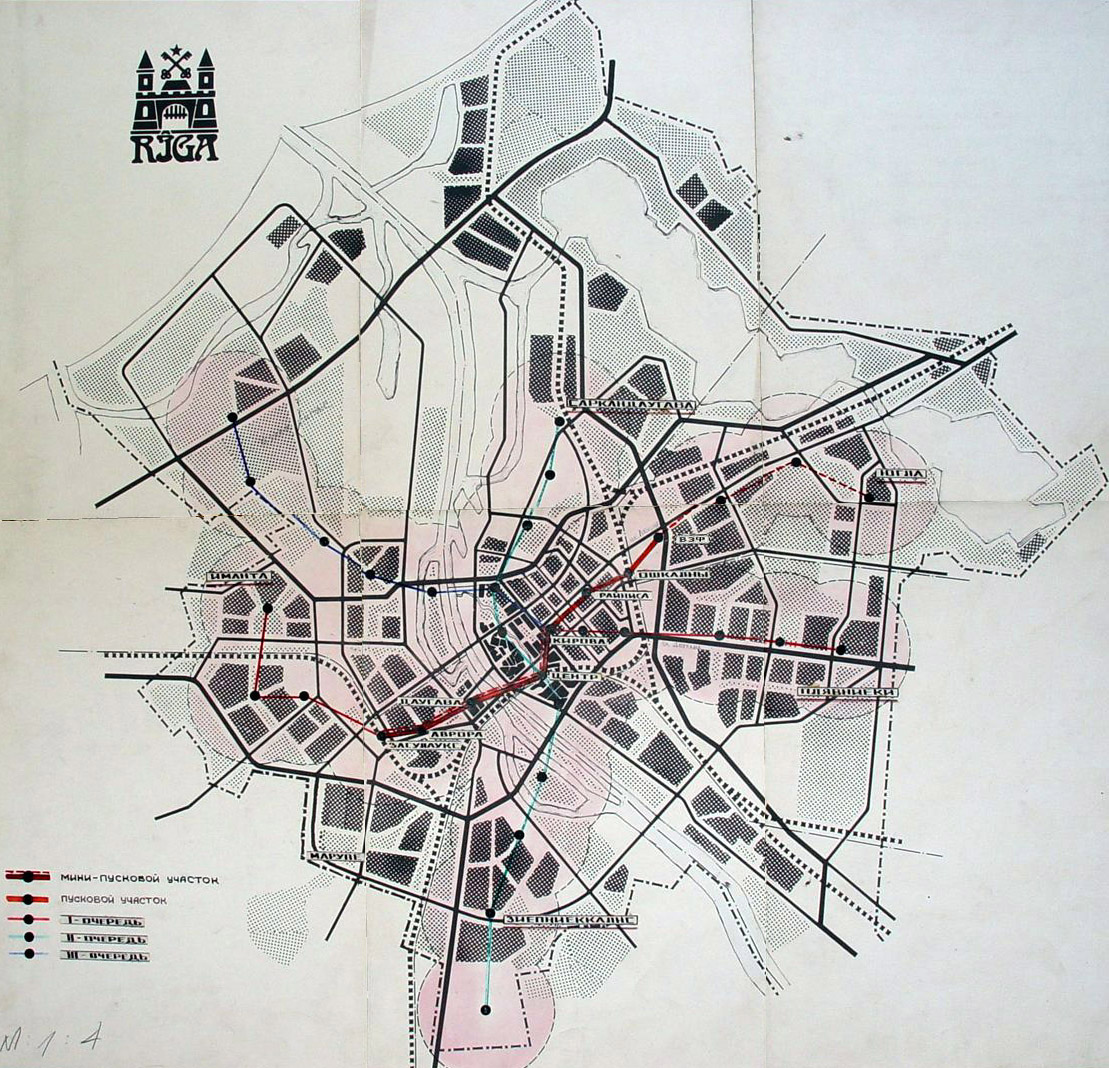
Nerealizovaný plán metra v Rize z roku 1986 (Rigagrazhdanproekt institute)

V sovětských dobách bylo zamýšleno vybudovat v hlavním městě současného Lotyšska, Rize, podzemní dráhu. Podle původní koncepce měl být systém metra vybudován v každém městě v SSSR, které má více než 1 milion obyvatel.
V plánu rozvoje z poloviny 80. let již byla podzemní dráha zanesena (byť o metru se uvažovalo již od sedmdesátých let); realizována měla být do roku 2005. Počítalo se s náklady 7,5 milionů rublů na první úsek. Výhledově se mělo jednat o klasickou síť se třemi linkami a s přestupním trojúhelníkem uprostřed.
Výstavba metra měla začít roku 1990 a první provozní úsek by propojil Zasulauks s továrnou na elektroniku VEF. Mezi konečnými se mělo nacházet ještě pět dalších stanic, na jejich ztvárnění se podíleli lotyšští umělci. Nicméně, situace se změnila v časech perestrojky. Veřejnost metru nakloněna příliš nebyla; objevily se jisté problémy, včetně demonstrací.